# Britannia (provincia)
Ez a szócikk Britannia római provincia történelmével és kultúrájával foglalkozik.
A Brit-szigeten a római uralom, amely nem terjedt ki a sziget egészére, 43-tól 410-ig tartott. A rómaiak és a szigetlakók között már a megszállás előtt is élénk kapcsolatok álltak fenn, főként a sziget érceinek kereskedelmére alapozva. Mindazonáltal a rómaiak jelentős mezőgazdasági, ipari, urbanizációs és építészeti újításokat vittek a szigetre, amelyek révén máig ható örökséget hagytak hátra.
Az invázió történetétől eltekintve kevés írásos emlék maradt fenn a korszakról, bár számos római író említi a provinciát. Tudásunk főként régészeti kutatásokból, azon belül is főként vésett feliratokból származik.

## Történelem

### Az első kapcsolatok
Britannia már a római hódítás előtt sem volt ismeretlen a klasszikus civilizációk előtt: a görögök és a karthágóiak számára már a Kr. e. 4. századtól a bronz alapanyagát jelentő ón fontos forrása volt a sziget, olyannyira, hogy a görögök „Ón-szigetekként” ismerték a szigetcsoportot. Úgy tartják, hogy a karthágói hajós, Himilko már a Kr. e. 5. században kikötött a szigeten, ám azt általában titokzatos helynek tartották, olyannyira, hogy egyes szerzők a létezését is kétségbe vonták.
A rómaiakkal az első közvetlen kapcsolatot Julius Caesar két inváziós kísérlete jelentette Kr. e. 55-ben és 54-ben, amelyeket a későbbi diktátor azért indított, mert úgy vélte, a britonok segítették a gallokat Caesar Gallia elleni háborújában. Az első, felderítő jellegű expedícióval sikerült hídfőállást kiépíteni a mai Kent déli részén, de a hajóhad által elszenvedett viharkárok, illetve a lovasság hiánya miatt nem sikerült további előrenyomulást elérni. Katonailag az invázió kudarc volt, politikailag azonban sikert hozott Caesarnak: a szenátus húsznapos ünnepet rendelt el a minden korábbinál távolabbi hódítás megünneplésére.
Második alkalommal Caesar jóval nagyobb erővel kísérelte meg a hódítást, a béke ellenében sikerült számos törzset adófizetésre, vagy túszok adására kényszerítenie, és egy, a rómaiakkal barátságos királyt állítani a törzsek élére. A történészek között vita van arról, hogy Caesar kivonulása után a bennszülöttek mennyiben teljesítették adófizetési kötelezettségüket.
Caesarnak területeket ugyan nem sikerült a birodalomhoz csatolnia, de cliens-eket szerzett, és a szigetet stabilan Róma politikai érdekszférájába vonta. Augustus további expedíciókat tervezett Kr. e. 34-ben, 27-ben és 25-ben, de a körülmények egyik alkalommal sem voltak kedvezőek, így a briton-római kapcsolatok diplomáciai és kereskedelmi síkon maradtak. Sztrabón Augustus uralkodása vége felé azt írta, Rómának több bevétele származott a kereskedelemre kivetett adókból, mint amennyit a sziget elfoglalásával szerezhetett volna. Ezzel összhangban a régészeti kutatások a luxuscikkek importjának nagymértékű növekedését mutatják Dél-Britanniában. Sztrabón említést tesz több, briton királyok által Augustushoz küldött követről, Augustus pedig sírfeliratában ír két briton uralkodóról, akiknek ő nyújtott menedéket. Amikor Tiberius császár Germaniába vezetett hadjárata idején néhány hajót egy vihar Britanniába sodort, a helyiek biztonságban és sértetlenül küldték őket vissza.
Róma ebben az időben a hatalmi egyensúly politikáját folytatta Britanniában: két nagyobb királyságot, az Atrebates és a Catuvellauni törzset támogatta. Ez egészen Kr. u. 39-ig vagy 40-ig tartott, amikor Caligula egy, az előbbi törzstől hozzá menekült száműzött buzdítására hadjáratot indított, amely azonban nevetséges módon bukott meg még azelőtt, hogy elhagyta volna Galliát. Amikor Claudius 43-ban végül sikeres hadjáratot vezetett, az szintén egy (ezúttal Artebrates-törzsbeli) száműzött megsegítését célozta.

### Római invázió
Az Aulus Plautius vezette inváziós haderő 4 légióból és segédhadakból állt. A hadjárat megindítását késleltette a katonák lázadása, akik kezdetben nem voltak hajlandók átkelni az óceánon és az ismert világ határain túl harcolni. Miután a mai Richboroughnál (Kent) partra szálltak, a Medway folyónál és a Temzénél vívott csatákban legyőzték a Catvellauni törzset és szövetségeseiket. Egyik vezérüket, Togodumnust megölték, ám fivére, Caratacus megmenekült és folytatta az ellenállást. Plautius megállt a Temzénél, és Claudiusért küldött, aki elefántokat és tüzérséget is magában foglaló erősítést hozott magával. Ezzel a haderővel foglalták el az ellenséges fővárost, Camulodunumot (a mai Colchestert). A későbbi császár, Vespasianus a délnyugati területeket foglalta el. A római uralom alá került területek királyává Cogidubnust tették meg, az ezen kívül élő törzsekkel pedig szerződéseket kötöttek.

### A római uralom megszilárdítása
A sziget déli részének megszállása után a rómaiak figyelme a mai Wales területe felé fordult. A szilurok, az ordovikok és a deceanglusok a rómaiak kérlelhetetlen ellenfelei voltak, és a római uralom első évtizedeiben – bár a rómaiak uralta területen is kitörtek kisebb lázadások – a fő problémát ők okozták a hódítók számára. A szilurokat vezető Caratacus sikeres gerillaháborút folytatott a megszállók ellen, de végül 51-ben a római kormányzó, Publius Ostorius Scapula csatára kényszerítette és legyőzte őt. Caratacus a brigantokhoz menekült, azok királynője, Cartimandua azonban a rómaiakhoz volt lojális, és kiadta őt nekik. Ezután fogolyként Rómába vitték, ahol egy Claudius győzelmi menete alkalmából mondott, tiszteletet parancsoló beszéddel meggyőzte a császárt, hogy kímélje meg életét. A szilurokat azonban továbbra sem sikerült megbékíteni, és Cartimandua korábbi férje, Venutius átvette Caratacus helyét, mint a briton ellenállás legelismertebb vezetője.
61-ben, míg a kormányzó, Gaius Suetonius Paulinus hadjáratot vezetett Északnyugat-Walesbe, Anglesey szigetére, a provincia délkeleti területei fellázadtak az icenusok királynője, Boudica vezetésével. A felkelést az váltotta ki, hogy Boudica férjének halála után a rómaiak elfoglalták a törzs területeit, és megkorbácsolták a királynőt és meggyalázták lányait. Az icenusok, akikhez a trinovantok is csatlakoztak, lerombolták Camulodunum kolóniát, és megfutamították a felmentésére küldött légiót. Suetonius Londiniumba (a mai Londonba) lovagolt, amely a felkelők következő célpontja volt, azonban látva, hogy nem tudja megvédeni, feladta azt. Így a lázadók azt is feldúlták, hasonlóan Verulamiumhoz (St. Albans). A három településen 70–80 000 embert öltek meg. Suetonius a rendelkezésére álló három légió közül összevont kettőt, és a Watling Street-i csatában jelentős túlerő felett győzelmet aratott. Boudica nem sokkal később meghalt, vagy azért, mert megmérgezte magát, vagy valamilyen betegség következtében. A lázadás hatására Néró császár komolyan fontolóra vette Britannia kiürítését.
69-ben, „a négy császár évében” újabb zavargások támadtak Britanniában. A birodalomban polgárháború dúlt, a provincia kormányzói elvesztették az irányítást a légiók felett, és Venutius, a brigantok királya megpróbálta kihasználni a római iga lerázására adódó lehetőséget. A rómaiaknak korábban mindig sikerült megvédeniük tőle Cartimanduát, ezúttal azonban kudarcot vallottak, és kénytelenek voltak kiüríteni a települést. Ezzel Venutius uralma alá került az északi országrész egészen addig, míg a birodalom rendjét helyreállító Vespasianus által kinevezett első két kormányzó, Quintus Petillius Cerialis és Sextus Julius Frontinus le nem győzte a brigantokat és a szilurokat.
A következő évek során a rómaiak a sziget további területeit foglalták el. Gnaeus Julius Agricola kormányzó (a történetíró Tacitus apósa) 78-ban legyőzte az ordovikokat, és 84-ben a XX. (Valeria Victrix) Legio élén a kaledónokat a Mons Graupius-i csatában (a mai Skócia északi részén). Ez volt a britanniai római hódítás csúcspontja, Agricolát röviddel ezután visszahívták Rómába, a légiókat pedig visszavonták a jobban védhető Forth-Clyde vonal mögé, jelentős és más határszakaszokon égetően hiányzó katonai erőt szabadítva fel.
A római uralom legnagyobb részében nagy létszámú katonaság állomásozott a szigeten. Ezek irányítására a császárok általában megbízható, tekintélyes, kipróbált embereket neveztek ki kormányzónak, ami miatt a későbbi császárok között számos korábbi britanniai kormányzó volt, így például Vespasianus, Pertinax és I. Gordianus.

### Dél-Skócia megszállása

Az Agricola visszahívását követő évtizedekről nem maradt fenn írásos emlék, még utódja nevét sem ismerjük. Régészeti kutatásokból tudható, hogy a Forth-Clyde földszorostól délre néhány erődöt felújítottak és kibővítettek, másokat viszont elhagytak. A Skót-alföld törzsei körében már az 1. században római érmék voltak forgalomban, és római eredetű agyagedényeket is használtak, ami fokozódó romanizálódásra utal.
105 körül azonban jelentősen romlottak a kapcsolat: több római erődöt tűz pusztított el, és a Trimontiumnál (ma Newstead, Dél-Skócia) talált emberi maradványok és megrongálódott pajzsok is fegyveres összecsapásokra utalnak. Közvetett bizonyítékok vannak arra, hogy Germaniából segédhadakat csoportosítottak át a szigetre, és egy cyrenaicai tribunus sírfelirata említést tesz egy Britanniában vívott háborúról. Nem egyértelmű azonban, hogy katonai vereség vezetett-e a telepek pusztulásához, mivel elképzelhető, hogy Traianus császár dákok elleni háborúja miatt csökkentették a szigeten állomásozó katonák számát, sőt esetleg teljesen kivonták a hadsereget a területről, ami után a védtelenül maradt erődök a bennszülöttek könnyű célpontjai lehettek. Az is lehet, hogy az elhagyott táborokat maguk a rómaiak égették fel, nehogy az ellenség kezére jussanak. Bármely okból történt is, a határ egészen a Stanegate-vonalig, a Solway Firth–Tyne földszorosig húzódott vissza.
117-ben, Hadrianus uralkodásának elején újabb felkelés tört ki, amelyet Quintus Pompeius Falco vert le. Amikor Hadrianus 120 körül a provinciákat körbeutazva megérkezett Britanniába, elrendelte a később róla elnevezett fal építését a Stanegate-vonal közelében. A császár Aulus Platorius Nepost nevezte ki kormányzóvá, hogy a falat megépítse. Az új kormányzó a feladat végrehajtásához magával hozta a VI. (Victrix) Legiót Alsó-Germaniából. A VI. Legio a híres IX. (Hispana) Legiót váltotta, amelynek eltűnése hosszú viták tárgya. A régészeti adatok a század első felében nagy instabilitásra utalnak Dél-Skóciában, ennek eredményei a gyakori határváltozások.
Antoninus Pius uralkodása alatt rövid időre ismét észak felé, a Forth-Clyde földszoroshoz tolódott ki a provincia határa. 142 körül Quintus Lollius Urbicus kormányzó építette meg ezen a vonalon Antoninus falát. Ez a terjeszkedés talán az egyik, rómaiak által támogatott ütközőállamot, a votadinokat védte a délnyugat-skóciai selgovusok támadásaitól.
Ez a megszállás a brigantok 155–157 közötti lázadása miatt ért véget, mivel csak az északon állomásozó haderő állt rendelkezésre erősítésként. Egy éven belül azonban a légiók visszatértek északra, de nem hosszú időre: 163-ban vagy 164-ben végleg feladták a falat, amit az magyarázhat, hogy Antoninus személyes büszkeségét sértette a votadinokat ért támadás, de halálával felülkerekedett a józan katonai számítás, így a hadsereg visszahúzódott a védhetőbb Hadrianus-fal mögé. Körülbelül 180-ig fenntartottak azonban néhány kisebb helyőrséget és Trimontium nagy erődjét.
A visszavonulást követő húsz évben Rómát a Duna menti provinciák ügyei kötötték le. Az ebből az időből nagyobb számban ránk maradt elásott kincsek azonban azt mutatják, hogy Britanniában sem sikerült teljesen szavatolni a békét. A Dél-Skóciában fellelt, a normál kereskedelemhez szükségesnél jóval több számú római ezüstpénz arra utal, hogy a római diplomácia pénzzel támogatta a törzsekkel kötött szerződéseket — ez egyébként a birodalom más részein is szokásos volt.
175-ben jelentős, 5500 fős szarmata lovasság érkezett a szigetre, talán valamilyen lázadás leveréséhez szükséges erősítésként. Az mindenesetre bizonyos, hogy 180-ban a barbárok áttörték Hadrianus falát, és megölték a parancsnokot vagy a kormányzót. Cassius Dio szerint ez a konfliktus volt Commodus uralkodásának legjelentősebb háborúja. 184-re az új kormányzó, Ulpius Marcellus helyreállította a békét, amit csak saját katonáinak lázadása zavart meg, ami Marcellus úgymond „túlzott” szigorúsága miatt tört ki. A katonák császárrá kiáltottak ki egy Caerellius Priscus nevű legatust, ezt azonban ő visszautasította. Marcellus nagy szerencsével tudta csak élve elhagyni Britanniát. A lázadók 1500 fős küldöttséget menesztettek Rómába, hogy sérelmeik orvoslását kérjék a császártól, amire ígéretet kaptak ugyan, de ez sem vetett véget a lázadásnak.
A későbbi császárt, Pertinaxot küldték Britanniába a helyzet rendezésére. Kezdetben sikereket ért el, később azonban őt magát is megtámadták, így kérte visszahívását Rómába, ahol 192-ben rövid időre elfoglalta Commodus trónját.
Commodus halála polgárháborúhoz vezető események sorát indította el. Pertinax rövid uralma után több trónkövetelő lépett fel, így Septimius Severus és Clodius Albinus. Utóbbi Britannia új kormányzója volt, akinek sikerült maga mellé állítania a bennszülött törzseket, és három légió is a parancsnoksága alá tartozott, így komoly esélyesként indulhatott a trónért vívott küzdelemben. Septimius Severus a Caesar címmel kecsegtette, ha segítséget nyújt neki keleten a Pescennius Niger elleni harcban. Miután azonban az utóbbit legyőzték, Severus Albinus ellen fordult — őt azonban minden jel szerint nem érte váratlanul a támadás.
Albinus 195-ben átkelt Galliába, amely szintén az ő pártján állt, és tábort vert Lugdunumnál (Lyon). Severus 196 februárjában érkezett meg, és döntő csatában, amelyet Albinus már-már megnyert, tartalékait bevetve végül legyőzte ellenfelét, aki más kiutat nem látva öngyilkos lett. A győztes rövidesen leszámolt Albinus támogatóival is, aminek része lehetett nagy földbirtokok elkobzása Britanniában.

### 3. század
Albinus felkelése rávilágított Britannia két fő problémájára: egyrészt a biztonság fenntartására három légió állomásozott a szigeten, ami egy kellően ambiciózus ember számára kiváló alapot jelentett egy lázadáshoz, másrészt ha a légiókat másutt állomásoztatták volna, akkor a provincia védtelenül marad a külső támadásoktól.
Korábban úgy tartották, hogy Albinus távollétében az északi területek anarchiába süllyedtek. Dio Cassius állítása szerint ugyanis az új kormányzónak, Virius Lupusnak pénzért kellett megvásárolnia a békét az északi törzsek szövetségétől. Újabban azonban a történészek azt feltételezik, hogy Albinus megfelelő erőt hagyott hátra a béke fenntartására, és korántsem volt akkora káosz, mint azt régebben feltételezték. Mindenesetre az ezt követő időszakban katonai tapasztalattal rendelkező kormányzókat neveztek ki a provincia élére, Lucius Alfenus Senecio 207-ben Rómába küldött jelentésében pedig azt írja, hogy a barbárok lázadnak, pusztítják a vidéket és rombolnak. Alfenus erősítést kért, vagy azt, hogy a császár személyesen vizsgálja meg a helyzetet. Septimius Severus az utóbbi mellett döntött, bár ekkor már 62 esztendős volt. A régészeti kutatások eredményei azt mutatják, hogy Alfenus újjáépítette a Hadrianus-fal védműveit és az azon túl fekvő erődöket, és hogy a császár megérkezte után a törzsek azonnal békét kértek. A császár azonban nem akart katonai győzelem nélkül hazatérni, és szerette volna, ha tizenéves fiai, Caracalla és Geta első kézből szereznek tapasztalatokat egy barbár provincia irányításában.
208-ban vagy 209-ben Septimius Severus vezetésével egy körülbelül 20 000 fős haderő Agricola útvonalát követve átvonult Kelet-Skócián. Útközben a briton törzsek rajtaütésekkel zaklatták a sereget, amelynek haladását a nehéz terep is lassította. Így Severus nem tudta csatára kényszeríteni a kaledónokat. A császár végül a Tay folyónál visszafordult, és békét kötött az ellenséges törzsekkel, akik valószínűleg a rómaiakéhoz hasonló veszteségeket szenvedtek. A békeszerződés megerősítette, hogy a határ a Hadrianus-fal vonalán húzódik. 210-re Severus visszatért Yorkba, és felvette a Britannicus címet. Nem sokkal ezután egy másik északi törzs lázadt fel. Ellenük Caracalla vezetett büntetőexpedíciót, de a következő évben a betegeskedő Septimius Severus meghalt, így Caracalla és öccse visszatértek Rómába, hogy megerősítsék igényüket a trónra.
Utolsó intézkedései egyikeként Septimius Severus megpróbálta megoldani a nagy hatalmú, lázongó britanniai kormányzók okozta problémát: kettéosztotta a provinciát, létrehozva Alsó- és Felső-Britanniát. Ezzel a következő egy évszázadban sikerült kordában tartani a lázadásokat, de tartós megoldást mégsem hozott: bár a (meglehetősen foghíjas) források a „Hosszú Béke” időszakaként is említik a korszakot, ám régészeti kutatások szerint az évszázad során egyre több kincset ástak el, ami a nyugtalanság fokozódására utal. Ugyancsak jelentős probléma volt a kalózkodás, ami ellen a sziget déli partja mentén erődök sora épült.
A 3. század közepén a birodalmat barbárok támadásai, lázadások és trónharcok rázták meg. Britanniát a komolyabb problémák elkerülték, de az infláció negatív hatásait itt sem tudták kivédeni. A 259-ben Postumus Gallienus császár elleni lázadása nyomán létrejött ún. „Gall Birodalomnak” Britannia és része volt egészen 274-ig, amikor Aurelianus újraegyesítette a birodalmat.
Az évszázad utolsó negyedében a szigeten egymást érték a kormányzók és hadvezérek lázadásai, ami végül oda vezetett, hogy Constantius Chlorus tovább osztotta a provinciát: Diocletianus reformja keretében Felső-Britanniából létrejött Maxima Caesariensis és Britannia Prima, Alsó-Britanniából pedig Flavia Caesariensis és Britannia Secunda.

### 4. század
306-ban Constantius Chlorus visszatért Britanniába azzal a céllal, hogy ismét észak felé tolja a provincia határát. Az előző években a védműveket helyreállították, és, bár egészsége gyenge volt, Constantius mélyen be akart nyomulni az ellenség területére. Bár kevés írásos forrás áll rendelkezésre, és a régészeti leletek is ritkák, úgy tűnik, nyár elején eljutott a sziget legészakibb részére, és ott jelentős győzelmet aratott, majd visszatért Yorkba.
306 júliusában bekövetkezett halálakor fia, I. Constantinus vette át helyét a tetrarchiában, és Albinus-szal, a korábbi trónkövetelővel ellentétben sikererrel használta bázisként Britanniát a császári címért folyó küzdelemben.
A 4. század során a provinciát egyre fokozódó külső támadások érték, keletről a szászok, nyugatról az írek részéről, ami ellen (280-tól kezdődően) erődök sorát építették ki. Ezek sem tudták azonban megállítani az írek, a szászok és az attacottusok összehangolt támadását 367-ben, amely ráadásul egybeesett a Hadrianus-falnál állomásozó római csapatok között kitört zendüléssel. A rómaiak megsemmisítő vereséget szenvedtek. A válságot, amelyet gyakran a „Nagy Összeesküvésként” említenek, végül Flavius Theodosius oldotta meg katonai és polgári reformok bevezetésével.
383-ban Magnus Maximus vezetésével újabb felkelés tört ki a szigeten. A trónkövetelő átkelt a kontinensre, és ellenőrzése alá vonta a nyugati birodalom jelentős részét. 384-ben sikeres hadjáratot vezetett a skótok és a piktek ellen, ám a kontinensen folyó háború miatt jelentős létszámú csapatokat volt kénytelen kivonni Britanniából, amivel kitette a provinciát az írek támadásainak. Uralma 388-ban megbukott ugyan, de a csapatok egy része nem térhetett vissza a szigetre, mivel a császári haderő a hadrianopolisi csatában elszenvedett katasztrofális vereség (a gótok elleni harcban Valens császár is elesett) után még mindig létszámhiánnyal küzdött. 396 körül ismét megélénkültek a barbár támadások, ezért (valószínűleg Stilicho vezetésével) hajóhadat küldtek ellenük. 399-re a béke helyreállt, de újabb egységeket már nem vezényeltek a szigetre, sőt, 401-ben további csapatokat vontak ki a nyugati gótok elleni háború miatt.

### A római uralom vége

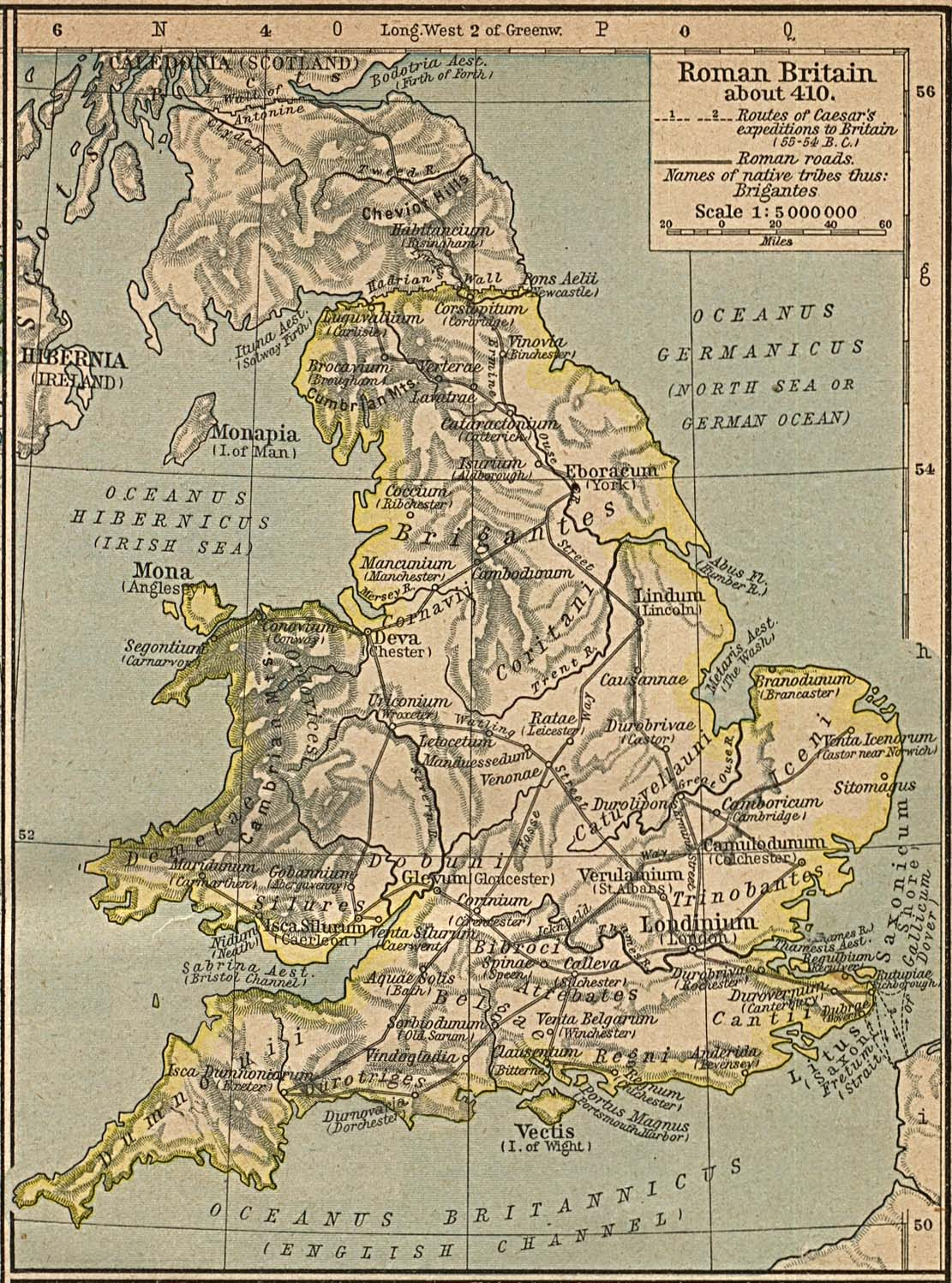
A provincia 410-ben

A korábbi nézetekkel szemben, miszerint az ötödik század elején általános gazdasági válság sújtotta Britanniát, újabb régészeti kutatások szerint a lelőhelyek jelentős része legfeljebb funkciót váltott, pusztulásuk azonban későbbre tehető. A fokozódó barbár támadások inkább a védtelenebb falvakat sújtották, a városok viszonylagos biztonságban voltak. Néhány villa mozaikpadlója ebből az időből származik, ami arra utal, hogy a gazdasági problémák csak korlátozottan jelentkeztek. Szent Patrik legendája alapján valószínűsíthető, hogy egyes villák még 430 körül is lakottak voltak. Verulamiumban és Cirencesterben még új épületeket is emeltek ebben az időszakban, a nagyobb városi központok, mint például Canterbury, Cirencester, Wroxeter, Winchester és Gloucester az ötödik és hatodik század folyamán is fennmaradtak.
A 4. század utolsó negyedében a városi élet élénksége csökkent, a 378 és 388 között vert érmék ritkasága pedig gazdasági válságra, a katonai létszám csökkenésére és a katonák fizetésével kapcsolatos nehézségekre utal. A 390-es években a pénzforgalom ismét megélénkült, bár a korábbi évtizedek szintjét nem érte el. 402-t követően a rézpénzek rendkívül ritkák, és, bár az elásott kincsekben továbbra is előfordulnak arany- és ezüstérmék, ezek ebben az időben valószínűleg már nem kerültek forgalomba. 407 után már nem kerültek a szigetre új verésű római érmék, 430-ra pedig valószínűleg teljesen megszűnt a fémpénzek csereeszközként való használata. A kerámiaedények gyártása két-három évtizeddel ezt megelőzően érhetett véget; a gazdagok továbbra is fém- és üvegedényeket használtak, a szegények pedig bőrből vagy fából készítették ezeket.

### Britannia a rómaiak után
A provinciát a 4. század végétől egyre fokozódó mértékben érő barbár támadások visszaverésére már nem állt rendelkezésre kellő katonai erő. A védelmet tovább gyengítették a légiók ismétlődő lázadásai, és az, hogy az újabb és újabb trónkövetelők a császári trón megszerzéséért folytatott háborúkban jórészt az őket császárrá kikiáltó britanniai légiókra támaszkodtak, így azoknak egyre nagyobb részét vonták ki a szigetről. Az utolsó ilyen esetet, Constantinus 407-es lázadását követően teljes a bizonytalanság a tekintetben, hány katona maradt Britanniában, sőt, az sem biztos, hogy kineveztek-e új főparancsnokot. 408-ban a britonok vertek vissza egy szász támadást, majd Zószimosz szerint 409-ben elűzték a római hivatalnokokat. Egy évvel később azonban már a rómaiak segítségét kérték (valószínűleg egy parasztlázadás leveréséhez), ám ezt Honorius császár elutasította. Miután a katonai és polgári kormányzás magasabb szintjei leépültek, a közigazgatás községi szintre szorult vissza, és a hatalom helyi hadurak kezébe került.
A hagyomány szerint a germán népeket (angolokat, szászokat és jütöket) Vortigern hívta be, hogy segítségére legyenek a piktek elleni háborúban. Régészeti bizonyítékok azonban azt mutatják, hogy a szászok már a 3. század óta tartottak fenn kereskedelmi telepeket a szigeten, a germán törzsek beáramlása azonban már ennél is jóval régebben kezdődhetett. Feljegyzések bizonyítják, hogy az 1. és a 2. században a légiók támogatására germán lovasokat vittek a szigetre. A 4. század vége után érkező betelepülők lázadások és háborúk sorát robbantották ki, amelyek nyomán 600-ra a sziget alföldi területei germán uralom alá kerültek. A britonok 446-ban Flavius Aëtius-hoz fordultak segítségért a germán invázió ellen, ám kérésük nem talált válaszra. 577-ben, a dyrhami csatát követően a szászok elérték a sziget nyugati partját, és olyan jelentős városok kerültek a kezükre, mint Bath, Cirencester és Gloucester. Ebben az időszakban a britonok nagy számban menekültek Bretagne-ba (amelynek névadói lettek).
A hagyomány ebbe az időszakba helyezi az Artúr királyhoz kapcsolódó mondakört.

## Kultúra

### Ipar és kereskedelem
A római hódítás idejére Britannia, mint a mediterrán világ fő ónszállítója háttérbe szorult a kedvezőbb fekvésű ibériai-félszigeti forrásokkal szemben. Továbbra is jelentős volt viszont az arany, a vas, az ólom, az ezüst, a márvány és a gyöngyök valamint a vadászkutyák, prémek, fa, gyapjú és rabszolgák kivitele. Az egzotikus importtermékek között gyakoriak voltak a minőségi kerámiák, olivaolaj, üvegáru, mártások és gyümölcsök.
Annak, hogy a rómaiak elfoglalták a szigetet, egyik fő oka annak ásványkincsekben való gazdagsága volt. A lelőhelyek nagy része azonban az északi területeken feküdt, így ezek kitermelését késleltette az érintett térségek elhúzódó pacifikálása. A bányákat valószínűleg magánvállalkozások üzemeltették, amelyek ezért bérleti díjat fizettek az államnak. Bár a szigeten komoly hagyományai voltak a bányászatnak, a rómaiak ipari léptékű termelést lehetővé tevő új eljárásokat vezettek be.
A használati tárgyak jobbára római mintára készültek, de a falusi kézművesek továbbra is dolgoztak a La Tène-kultúra hagyományaira alapozva is. A helyi termékek színvonala ritkán érte el a Galliában készítettekét, és jobbára a helyi kereskedelemben találtak gazdára.
A harmadik századra a provincia gazdasága jelentősen kibővült, sokrétű és szilárd alapokon nyugvó volt. A kereskedelembe egyre inkább bekapcsolódtak a sziget északi, rómaiak által meg nem hódított területei. Hadrianus falát a vámvizsgálatok szükségleteinek megfelelően építették ki.

### A provincia kormányzása
A Római Birodalomban a békés provinciák igazgatása a szenátus hatáskörébe tartozott, azok viszont, amelyekben – mint Britanniában is – a béke fenntartásához állandó katonai jelenlétre volt szükség, a császár irányítása alatt álltak, aki a korábbi consulok közül katonai és adminisztratív képességeik alapján kiválasztott kormányzókon keresztül gyakorolta a hatalmat. A britanniai kormányzó feladatai elsősorban katonai jellegűek voltak, de – sok egyéb mellett – felelős volt a cliens királyokkal folytatott diplomáciáért, az utak építéséért és karbantartásáért, az igazságszolgáltatás működéséért, felügyelte a városi kerületeket (civitates) is. Békeidőben a provinciát járva igazságot szolgáltatott és katonákat toborzott.
Jogi ügyekben a kormányzó tanácsadója volt a legatus iuridicus. E funkció britanniai betöltésére kiemelkedő képességű jogászokat választottak, valószínűleg azért, mert a számos különböző törzsnek a római jogrendszerbe integrálása és adóztatásuk elveinek kidolgozása különösen komoly problémát jelentett. A pénzügyi adminisztráció irányítása a procurator feladata volt. Minden, a provinciában állomásozó légió parancsnoka a kormányzónak tartozott felelősséggel, háború idején pedig valószínűleg közvetlenül irányította a légió által ellenőrzött problémás körzeteket. A légió parancsnokának munkáját igazgatási, hírszerzési, hadtáp- és katonai igazságszolgáltatási szervezet segítette.
Britannia első igazgatási központja valószínűleg Colchester volt, de ezt hamar háttérbe szorította a rohamosan fejlődő London(Londinium).

#### A provincia kerületei
43-tól a 3. század elejéig egységesen igazgatták Britanniát.
Ekkor kettéosztották:
- Britannia Inferiorra (központ: Eboracum), amelyet 293-ban tovább osztottak
- Flavia Caesariensisre (központ: Lincoln) és
- Britannia Secundára (központ: Eboracum)

és
- Britannia Superiorra, 293 után:
- Maxima Caesariensisre (központ: Londinium) és
- Britannia Primára (központ: Cirencester).

### Települések
A rómaiak britanniai tartózkodásuk alatt számos fontos települést alapítottak, amelyek közül sok még ma is létezik.
Fontosabb római alapítású települések (zárójelben a latin név):
- Alcester – (Aluana)
- Bath – (Aquae Sulis)
- Caerleon – (Isca Silurum)
- Caerwent – (Venta Silurum)
- Canterbury – (Durovernum)
- Carmarthen – (Moridunum)
- Colchester – (Camulodonum)
- Corbridge – (Coria)
- Chichester – (Noviomagus)
- Chester – (Deva)
- Cirencester – (Corinium)
- Dover – (Portus Dubris)
- Dorchester – (Durnovaria)
- Exeter – (Isca Dumnoniorum)
- Gloucester – (Glevum)
- Leicester – (Ratae Coritanorum)
- London – (Londinium)
- Lincoln – (Lindum Colonia)
- Manchester – (Mamucium)
- Northwich – (Condate)
- St Albans – (Verulamium)
- Towcester – (Lactodorum)
- Whitchurch – (Mediolanum)
- Winchester – (Venta Belgarum)
- York – (Eboracum)

### Vallás
A kelta papi kasztot, a druidákat Claudius törvényen kívül helyezte, és 61-ben, az Anglesey szigetére vezetett hadjárat során szent ligeteiket is kiirtották. Ennek ellenére a briton lakosság továbbra is imádta a helyi istenségeket, bár gyakran egyesítve azokat a római istenekkel.
Nehéz megítélni, mennyire maradtak jelentősek a természetvallás elemei, de a régészeti leletek arra utalnak, tartósan csak néhány szokás és rituálé maradt fenn a római hódítás után. A császár istenként való tisztelete széles körben, de különösen a katonai táborokban volt elterjedt. A Boudica-féle felkelés egyik kiváltó oka az volt, hogy Camulodunumban templomot emeltek Claudius császárnak.
Nem tudni, mikor és hogyan jutott el a szigetre a kereszténység. Az első írásos emlék Tertullianustól származik, aki azt írta: „Hispánia határai és Gallia sokféle népe és a britonok szállásai mind elérhetetlenek a rómaiak számára, de alávetettek Krisztusnak”. A régészeti leletek között a 3–4. században bukkannak fel először olyanok, amelyek keresztény közösségek létére utalnak. Lincolnban és Silchesterben fatemplom, Icklinghamben és a richborough-i parti erődben pedig keresztelőmedence maradványait találták meg. Több villában is negyedik századi, keresztény témájú falfestményeket és mozaikokat tártak fel. A Poundbury mellett talált, nagy kiterjedésű negyedik századi temető sírjait kelet-nyugati tájolásuk, illetve a halottak mellé temetett tárgyak hiánya miatt szintén keresztény eredetűnek tartják, bár ez a fajta temetkezési mód ebben az időben a pogányok között is egyre elterjedtebbé vált. Szent Albán, az első britanniai mártír a 4. században (egyesek szerint a harmadik század közepén) halt vértanúhalált.
A kereszténységet I. Constantinus tette törvényessé 313-ban a milánói ediktummal. Az egy évvel később tartott arles-i zsinaton 3 britanniai püspök vett részt. Egy 363-ból származó levél bizonyítja, hogy az ariánus eretnekség Britanniába is eljutott, a pelagianizmus pedig épp Britanniából eredt. A római megszállás utolsó időszakában a gazdag városi lakosság körében megnőtt a keleti eredetű misztériumvallások, így például a Mithrász-kultusz népszerűsége.

## Római örökség
A rómaiak kiterjedt úthálózatot hoztak létre Britanniában. Sok akkori út nyomvonalán ma is közutak húzódnak. A városokban jelentős csatornahálózatokat építettek ki.
Britannia a legjelentősebb olyan területe az egykori birodalomnak, ahol nem újlatin nyelvet beszélnek, vagy nem a római hódítás előtti lakosság nyelvét (mint például Görögországban). Kisebbségi nyelvként azonban fennmaradt a walesi (számos szót átvéve a latinból, pl.: llaeth (tej) vagy ffenestr (ablak)), illetve a kora újkorig a cornwalli.
Arról, miképp vált a római provinciából germán (angol) nyelvű és kultúrájú ország, az angolszász Anglia történelme című szócikkből tájékozódhatsz.